# Горње Биљане
Горње Биљане је насељено мјесто у Равним Котарима, у сјеверозападној Далмацији. Припада граду Бенковцу, у Задарској жупанији, Република Хрватска.

## Географија
Горње Биљане се налазе око 13 км сјеверозападно од Бенковца.

## Историја
Село је кроз читаву историју било насељено искључиво српским становништвом, и до рата у Хрватској је важило за једно од богатијих и напреднијих села котарског региона. Локална православна црква Светог Георгија је саграђена 1537. године, a демолирана је 1995. године од стране хрватске војске. Биљане Горње су, као и остатак бенковачког краја, прикључене Републици Српској Крајини 1991. године. Након етничког чишћења у операцији Олуја, село је опустјело, те је у њему по хрватском попису 2001. године живјело тек 59 људи, укључујући и придошле Хрвате који су нелегално запосјели куће и имања избјеглих Срба. Хрвата је по попису било 31, а Срба 21.
У насељу је у ноћи између 16. и 17. октобра 2011. намјерно запаљена кућа српског повратника Момира Радмановића, што није први инцидент овакве природе. Удружење Срба из Хрватске са сједиштем у Београду је осудило овај инцидент.

## Становништво
Према попису становништва из 1991. године забиљежено је 1.056 становника, од чега је било 1.033 Срба, 2 Хрвата, 2 Југословена и 19 осталих. Горње Биљане је према попису становништва из 2011. године имало 170 становника.
| Националност       | 1991. | 1981. | 1971. | 1961. |
| Срби               | 1.033 | 976   | 970   | 957   |
| Југословени        | 2     | 40    | 19    | 12    |
| Хрвати             | 2     | 3     |       | 6     |
| остали и непознато | 19    | 8     | 3     | 2     |
| Укупно             | 1.056 | 1.027 | 992   | 977   |

| Демографија | Демографија | Демографија |
| Година      | Становника  | Становника  |
| ----------- | ----------- | ----------- |
| 1961.       | 977         |             |
| 1971.       | 992         |             |
| 1981.       | 1.027       |             |
| 1991.       | 1.056       |             |
| 2001.       | 59          |             |
| 2011.       |             | 170         |

## Попис 1991.
На попису становништва 1991. године, насељено место Горње Биљане је имало 1.056 становника, следећег националног састава:
| Попис 1991.‍   | Попис 1991.‍  | Попис 1991.‍ | Попис 1991.‍ | Попис 1991.‍ |
| ------------- | ------------ | ----------- | ----------- | ----------- |
|               |              |             |             |             |
| Срби          | Срби         |             | 1.033       | 97,82%      |
| Грци          | Грци         |             | 2           | 0,18%       |
| Југословени   | Југословени  |             | 2           | 0,18%       |
| Хрвати        | Хрвати       |             | 2           | 0,18%       |
| неопредељени  | неопредељени |             | 1           | 0,09%       |
| регион. опр.  | регион. опр. |             | 1           | 0,09%       |
| непознато     | непознато    |             | 15          | 1,42%       |
| укупно: 1.056 |              |             |             |             |

## Познати становници
- Борислав Девић, атлетичар